# Kisresica
Kisresica románul: Reșița Mică, falu Romániában, a Bánságban, Krassó-Szörény megyében.

## Fekvése
Dalbosec mellett fekvő település.

## Története
Kisresica korábban Dalbosec része volt. 1956-ban vált külön településsé 62 lakossal.
1966-ban 47, 1977-ben 48, 1992-ben és a 2002-es népszámláláskor 23 román lakosa volt.